# Annie Challan
Annie Challan (* 5. November 1940 in Toulouse) ist eine französische Harfenistin.
Die Tochter des Komponisten René Challan studierte Harfe bei Lily Laskine und gewann 1955 am Pariser Konservatorium den ersten Preis auf diesem Instrument. Sie wurde Harfenistin im Orchester der Opéra de Paris und trat mit Suzanne Cotelle als Harfenduo auf.
1971 wurde Annie Challan Professorin am Konservatorium von Versailles und 1976 Direktorin des städtischen Konservatoriums von Marly-le-Roi.